# The Route of All Evil
The Route of All Evil (рус.  «Путь всех зол») — двенадцатый эпизод третьего сезона мультсериала «Футурама». Североамериканская премьера этого эпизода состоялась 8 декабря 2002 года. Изначально этот эпизод был создан для показа в третьем сезоне, но FOX отменил показ, положив выпуск «на полку». Серия должна была стать первой в пятом телевизионном сезоне, но в последний момент показ перенесли на 8 декабря 2002 года (таким образом данная серия стала третьей в пятом телесезоне).

## Сюжет
Бендер, Фрай и Лила решают сварить пиво собственного производства и используют для этого нутро самого Бендера.
Кьюберта Фарнсворта и Двайта Конрада исключают из интерната из-за конфликта с Ужасным Студнем-Младшим.
После всех нравоучений родителей двое приятелей открывают собственный бизнес — курьерскую службу «Супер-Экспресс» (англ. Awesome Express) по доставке газет. Поначалу их дела идут столь успешно, что юные предприниматели умудряются разорить «Межпланетный Экспресс».
Но, оказавшись не очень ответственными в своих делах, друзья вынуждены просить прощения и помощи у своих отцов.
В серии полно моментов, которые являются пародией на поведение женщин при беременности.

## Персонажи
Список новых или периодически появляющихся персонажей сериала
- Дебют: Ужасный Студень-Младший (Брэт Студень)
- Кьюберт Фарнсворт
- Двайт Конрад
- Ужасный Студень
- ЛаБарбара Конрад
- Сэл
- Скраффи

## Изобретения будущего
- Прибор, меняющий любой голос на голос Профессора Фарнсворта. Прибор использовали дети (Кьюберт Фарнсворт и Дуайт Конрад): изображая голос Профессора, они отправили Лилу, Фрая и Бендера по несуществующему адресу для доставки пиццы. В итоге они вернулись только через неделю, так как «Адрес был на Доб-Ду 9, а вселенная заканчивается на Доб-Ду 7».